# Wolfgang Peters (Fußballspieler)
Wolfgang Peters (* 8. Januar 1929 in Dortmund; † 22. September 2003), auch „Sully“ genannt, war ein deutscher Fußballspieler.

## Karriere

### Vereine
Peters spielte von 1954 bis 1963 für Borussia Dortmund in der erstklassigen Oberliga West. Zumeist als Stürmer auf Rechtsaußen eingesetzt, bestritt er 208 Punktspiele und erzielte 18 Tore. Sein Debüt gab er am 22. August 1954 (1. Spieltag) bei der 1:2-Niederlage im Auswärtsspiel gegen den Meidericher SV, sein erstes Tor erzielte er am 29. August 1954 (2. Spieltag) beim 5:2-Sieg im Heimspiel gegen Alemannia Aachen mit dem Treffer zum 3:0 in der 44. Minute. In den Endrunden um die Deutsche Meisterschaft kam er 18 Mal zum Einsatz und erzielte drei Tore. Als Meister qualifizierte er sich mit seiner Mannschaft zweimal als Teilnehmer am Europapokal der Landesmeister-Wettbewerb. Sein Debüt auf internationaler Vereinsebene gab er am 1. August 1956 im Hinspiel der Vorrunde beim 4:3-Sieg über Spora Luxemburg. Im notwendig gewordenen Entscheidungsspiel, das in Dortmund mit 7:0 gewonnen wurde – Spora Luxemburg gewann das Rückspiel mit 2:1 – erzielte er mit dem Treffer zum 6:0 in der 57. Minute sein erstes von vier Toren in sieben Begegnungen insgesamt. Das Aus wurde in der 1. Runde gegen Manchester United mit dem torlosen Remis im Heimspiel besiegelt, da er mit den Dortmundern im Hinspiel mit 2:3 unterlag.
In seiner letzten Saison bestritt er lediglich zwei Punktspiele, denn danach endete seine Karriere, nachdem er wegen eines Einbruchs in ein Sportgeschäft vom Vorstand des BVB suspendiert worden war.

### Nationalmannschaft
Am 20. November 1957 debütierte er in der A-Nationalmannschaft, mit der er in Hamburg mit 1:0 über die Nationalmannschaft Schwedens gewann; es blieb bei diesem einen Länderspiel. Für die vom 8. bis 29. Juni 1958 in Schweden ausgetragenen Weltmeisterschaft gehörte er zum Aufgebot, war jedoch einer von vier Spielern, die lediglich auf Abruf bereitstanden.

## Erfolge
- Deutscher Meister 1956, 1957
- Westdeutscher Meister 1956, 1957

## Sonstiges
Nach seiner aktiven Laufbahn war er noch als Trainer im Dortmunder Amateur-Fußball tätig, unter anderem beim TSC Eintracht Dortmund.